# Pas de la Foradada
El Pas de la Foradada és un pas de fons de vall situat a 1.000 metres d'altitud en el terme municipal de Conca de Dalt (antic municipi de Toralla i Serradell), al Pallars Jussà, a l'àmbit del poble de Rivert.
És en el barranc dels Escarruixos, al sud del Serrat de les Coves, de la Solana de les Coves i de les Coves mateixes, a llevant de l'Escudelló, al nord de la Roca del Manel i al nord-oest de la Solana de la Foradada. Rivert és al nord-est del Pas de la Foradada. Hi passava el Camí vell de Santa Engràcia a Rivert, actualment parcialment perdut.